# Ravlunda
Ravlunda är kyrkbyn i Ravlunda socken och en småort i Simrishamns kommun och Skåne län. 
Nära Ravlunda ligger Ravlundabro.

## Historia
Förleden i ortsnamnet, "rav", är ett gammalt ord för bärnsten. 
Det finns många fornlämningar runt Ravlunda. Havängsdösen som uppskattas vara 5500 år gammal är den mest kända. Strax väster om Ravlunda kyrka ligger resterna efter medeltidsborgen Vallabacken. Mellan Ravlunda och Vitemölla ligger ett antal gravhögar.

## Samhället
I Ravlunda finns Ravlunda kyrka, Ravlunda Bränneri som nu är en restaurang, samt Ravlunda skjutfält.
Genom byn leder museijärnvägen mellan Brösarps station och Sankt Olof som drivs av Skånska järnvägar. Den tidigare stationen Ravlundabro är idag privatbostad, men man kan fortfarande stiga på tåget vid plattformen.

## Personer med koppling till orten
Fritiof Nilsson Piraten,  Olle Adolphson, Signe Jansson, Inga Thorsson och Ebbe Gilbe ligger begravda på Ravlunda kyrkogård. Liv Strömquist är uppvuxen i Ravlunda.